# Megachile guaranitica
Megachile guaranitica là một loài Hymenoptera trong họ Megachilidae. Loài này được Schrottky mô tả khoa học năm 1909.